# NGC 1177
NGC 1177 (również IC 281 lub PGC 11581) – galaktyka soczewkowata (E/S0?), znajdująca się w gwiazdozbiorze Perseusza. Odkrył ją Lawrence Parsons 29 listopada 1874 roku.